# Sinomimovelleda
Sinomimovelleda – rodzaj chrząszczy z rodziny kózkowatych i podrodziny zgrzypikowych.

## Zasięg występowania
Przedstawiciele tego rodzaju występują w południowych Chinach oraz Laosie.

## Systematyka
Do Sinomimovelleda należą 2 gatunki:
- Sinomimovelleda chemini
- Sinomimovelleda dentihumeralis